# The Voice of the Cult
The Voice of the Cult è il quarto album in studio del gruppo heavy metal statunitense Chastain, pubblicato nel 1988.

## Tracce
Side 1
1. The Voice of the Cult – 4:33
2. Live Hard – 3:08
3. Chains of Love – 3:30
4. Share Yourself with Me – 3:51
5. Fortune Teller – 4:24

Side 2
1. Child of Evermore – 4:25
2. Soldiers of the Flame – 3:10
3. Evil for Evil – 4:14
4. Take Me Home – 6:20

## Formazione
- Leather Leone – voce, cori
- David T. Chastain – chitarra
- Mike Skimmerhorn – basso, cori
- Ken Mary – batteria